# (1640) Nemo
(1640) Nemo – planetoida z grupy przecinających orbitę Marsa okrążająca Słońce w ciągu 3 lat i 170 dni w średniej odległości 2,29 au. Została odkryta 31 sierpnia 1951 roku w Observatoire Royal de Belgique w Uccle przez Sylvaina Arenda. Nazwa planetoidy pochodzi od kapitana Nemo, fikcyjnej postaci z powieści „Dwadzieścia tysięcy mil podmorskiej żeglugi” Jules'a Verne’a. Przed nadaniem nazwy planetoida nosiła oznaczenie tymczasowe (1640) 1951 QA.